# Hans-Jacob Nilsson
Hans-Jacob Nilsson, född 7 september 1949, är en svensk översättare från engelska och norska. Bland författare som han översatt kan nämnas Philip Roth (åtta böcker) och J. G. Ballard och Thomas Pynchon (fem böcker vardera). Sedan 2004 översätter han ofta ihop med Åsa Jonason, född 1951.

## Översättningar (urval)
- John Updike: Kuppen (The coup) (Forum, 1979)
- Jerzy Kosinski: Finnas till (Being there) (Tidens förlag, 1979)
- Lars Saabye Christensen: Beatles: roman (Beatles) (Wahlström & Widstrand, 1985)
- Martin Amis: Pengar: ett självmordsbrev (Money) (Alfabeta bokförlag, 1987)
- Charles Dickens: David Copperfield (David Copperfield) (Studentlitteratur, 1994)
- Jonathan Safran Foer: Allt är upplyst (Everything is illuminated) (Norstedts förlag, 2003)
- Ingvar Ambjørnsen: Blodsbröder: romanen om Elling (Brødre i blodet) (översatt tillsammans med Åsa Jonason) (Ordfront, 2004)
- George Eliot: Middlemarch (Middlemarch) (Albert Bonniers förlag, 2024)

## Priser
- 1996 – De Nios översättarpris
- 2001 – Stiftelsen Natur & Kulturs översättarpris
- 2008 – Elsa Thulins översättarpris
- 2015 – Albert Bonniers 100-årsminne
- 2024 – De Nios översättarpris